# Fawory (rejon postawski)
Fawory (biał. Фаворы; ros. Фаворы) – wieś na Białorusi, w obwodzie witebskim, w rejonie postawskim, w sielsowiecie Łyntupy.
Dawniej używana nazwa – Fawory Bliższe, Fawory I.

## Historia
W czasach zaborów wieś włościańska w gminie Komaje, w powiecie święciańskim Imperium Rosyjskiego. W 1866 razem z folwarkiem liczyła 57 mieszkańców w 7 domach. W 1905 roku Fawory Bliższe i Dalsze liczyły 63 mieszkańców, 94 dziesięciny.
W dwudziestoleciu międzywojennym zaścianek leżał w Polsce, w województwie wileńskim, w powiecie święciańskim, w gminie Łyntupy.
W 1931 w 6 domach zamieszkiwało 39 osób.
Miejscowość należała do parafii rzymskokatolickiej w Łyntupach. Podlegała pod Sąd Grodzki w Łyntupach i Okręgowy w Wilnie; właściwy urząd pocztowy mieścił się w Łyntupach.
W wyniku napaści ZSRR na Polskę we wrześniu 1939 miejscowość znalazła się pod okupacją sowiecką. 2 listopada została włączona do Białoruskiej SRR. Od czerwca 1941 roku pod okupacją niemiecką. W 1944 miejscowość została ponownie zajęta przez wojska sowieckie i włączona do Białoruskiej SRR.